# Plusioporus salvadorii
Plusioporus salvadorii är en mångfotingart som beskrevs av Filippo Silvestri 1895. Plusioporus salvadorii ingår i släktet Plusioporus och familjen Spirostreptidae. Inga underarter finns listade i Catalogue of Life.